# 메타기획컨설팅
메타기획컨설팅(METAA Co., Ltd)은 1989년 설립된 대한민국의 문화공간, 예술경영, 도시 문화전략, 콘텐츠기획 전문기업이다.

## 개요
메타기획컨설팅은 ‘예술(문화)과 건축(공간)을 통한 점진적 발전’이라는 설립 이념을 가진 대한민국의 문화공간, 예술경영, 도시 문화전략, 콘텐츠기획 전문 기업이다. 메타기획컨설팅은 비전에서 "우리에게 문화는 삶을 둘러싼 환경이자 도시의 랜드마크이며, 순도 높은 창의성이다”라고 밝히고 있다.

## 활동과 사업
서울을 비롯하여 여러 지역 도시에서, 지역적 특성과 국제적 위상을 갖춘 문화 공간의 운영과 개발, 도시 문화 전략과 문화 기획 프로젝트 등을 주제로 20여개 도시에서 100여 차례의 컨설팅과 기획 프로젝트를 수행하였다. 대표적인 문화 컨설팅 프로젝트로는 서울시립교향악단 발전방안, 서울공연예술센터 운영 전략, 통영국제음악당 기본계획, 국립아시아문화전당 예술극장 경영 및 공간컨설팅, 부산 영화의 전당 발전방안을 비롯하여 곡성군, 광주광역시, 안성시, 통영시 등의 지역 마케팅과 문화 전략을 수립한 바 있다. 문화 기획 프로젝트로는 춘천인형극제, 안동탈춤페스티벌, 북방아시아 유목문화축제 문화나담(Culture Naadam), 유목창작여행(Nomadic Artists' Journey) 등을 기획하였다.
2014년 3월부터 서울시의 '남산골한옥마을.서울남산국악당'을 총괄위탁운영하였다. 2015년 8월부터 세운상가군 산업적 비전 수립을 위한 전략 수립을 시작으로 2021년 12월 현재 세운협업지원센터 거점공간 운영을 총괄하고 있다.  
메타기획컨설팅은 영국의 도시 문화전략네트워크인 Comedia와 찰스랜드리, 영국의 극장기술 컨설팅사인 Charcoalblue, 몽골국립예술대학, 몽골예술위원회, 러시아 동시베리아문화예술아카데미 등 미주, 유럽, 아시아권 국가들의 대표적 문화예술 기관과의 공동협력 프로젝트를 수행하고 있다. 2008년 몽골에서 만든 북방아시아 문화축제인 Culture Naadam은 국제협력의 대표적 사례이다. 또한, 창조도시(Creative City)의 세계적인 권위자인 찰스 랜드리(Charles Landry)의 신작 《크리에이티브 시티 메이킹 (원제: The Art of City-Making)》의 한국어판 출간을 기획하였다.

## 대표적인 프로젝트
○ [만드는 사람들의 도시: 메이커시티 세운에서 만난 도시의 미래] 출판 기획 (2021.7)
○ 2021 기술역량 우수기업 인증 (한국기업데이터(주)) : 전문인력을 통한 도시/공간/문화/전략 컨설팅 및 기획운영 기술제공 (2021.3)
○ 메타 30주년 기념 매거진 [메타30(METAA30)] 출간 (2021)
○ 통영 폐조선소(신아sb) 도시재생 마스터플랜 국제공모 당선 (2018-현재, 포스코A&C 컨소시엄/콘텐츠부문)
○ 대한민국 테마여행 10선 부산-거제-통영-남해권역 PM (2018-2021)  
○ 세운상가군 거점공간 및 산업활성화 기획운영 총괄 (2016-현재)
○ 남산골한옥마을.서울남산국악당 총괄위탁운영 (2014-현재)
○ DDP(동대문디자인플라자&파크) 시민서비스 및 운영체계 수립 (2013)
○ 서울시 한양도성/동대문지역 스토리텔링 개발 및 활용 (2013)
○ 콘텐츠 창의인재 동반사업 '글로벌 콘텐츠 크리에이터' 플랫폼기관 (2012/2013)
○ 아티스트 창작협력 프로젝트 '유목창작여행(Nomadic Artists' Journey_METAA)' 기획 (2011-현재)
○ 부산 영화의 전당 중장기 발전방안 (2012/2013)
○ 국립아시아문화전당 아시아예술극장 경영 및 공간 컨설팅, 국제공모 및 창작 레지던시 (2008-2012)
○ 안산시 다문화도시 발전전략 수립 (2009)
○ 찰스랜드리 저 《크리에이티브 시티 메이킹 (원제: The Art of City Making)》 한국어판 출판기획 (2009, 역사넷 출판)
○ 러시아연방 문화커뮤니케이션부/동시베리아문화예술아카데미 공동주최 국제심포지엄 기조발표 (2008. 6. 23)
○ 타이페이현정부, 타이완 영국문화원 주최 창조도시 포럼 주제발표 (2008. 4.4-4.5)
○ 몽골 문화나담 축제 Culture Naadam 기획 (2008-현재)
○ 메타기획컨설팅+몽골국립예술대학+몽골예술위원회+동시베리아문화예술아카데미 “북방아시아 문화협력을 위한 양해각서 체결 및 협력” 활동 (2006-현재)
○ 서울시 국제심포지엄 “세계 공연예술센터의 흐름과 노들섬예술센터의 미래” 기획 (2006)
○ 서울 노들섬예술센터 운영전략 및 계획 수립 (2005 - 2006)
○ 찰스 랜드리 초청 강연 “문화와 창조의 도시 만들기”기획 (2005)
○ 서울시 교향악단 발전 방안 수립 (2004)
○ 2005 베를린 아태주간 주빈국 전통 문화 행사 기획 - 독일 베를린
○ 2003 한-EU 수교 40주년 기념 유럽 순회공연 기획 - 프랑스, 네덜란드, 영국
○ 아비뇽페스티벌1998 한국주간 기획 (1998)